# Vessioli (Gussaróvskoie)
Vessioli - Весёлый (rus) - és un khútor que pertany al poble de Gussaróvskoie (krai de Krasnodar, Rússia). Es troba al Caucas Nord, a la vora del Kapustnaia, tributari del riu Urup, a 15 km al nord-est d'Otràdnaia i a 210 km al sud-est de Krasnodar.